# Российско-тоголезские отношения
Российско-тоголезские отношения — двусторонние дипломатические отношения между Россией и Республикой Того.

## Советско-тоголезские отношения
Дипломатические отношения между СССР и Республикой Того установлены 1 мая 1960 года. За время существования СССР с Республикой Того был заключён ряд соглашений в сфере торговли (1961 год), о культурном сотрудничестве (1965 год), и в области экономического и технического сотрудничества (1978 год), о воздушном сообщении (1983 год).
Тоголезские парламентские делегации посещали СССР с официальными визитами в 1962 и 1986 годах. Ответные визиты делегаций Верховного Совета СССР в Тоголезскую Республику были совершены в 1982 и 1990 годах.

### Документы СССР и Того
- 1961 год — Протокол о правовом положении торгового представительства СССР в Того; Торговое соглашение
- 1965 год — Соглашение о культурном и научном сотрудничестве
- 1978 год — Соглашение об экономическом и техническом сотрудничестве
- 1983 год — Соглашение о воздушном сообщении; Соглашение об основах развития дружественных взаимоотношений

## Российско-тоголезские отношения
11 марта 2002 года в Ломе был подписан Протокол о консультациях между Министерством иностранных дел Российской Федерации и Министерством иностранных дел и сотрудничества Тоголезской Республики. Первые, и они же последние, на сегодняшний день, консультации проводились 29 мая 2002 года в городе Ломе.
В 1992 году посольство России в Ломе было закрыто. Посольство Того в Москве приостановило свою деятельность в 1999 году.
Послом от России в Того по совместительству является Гращенков, Юрий Григорьевич (2009 год) (в 2008 году — Тимошенко, Владимир Семёнович). Посольство расположено в Котону (Бенин). Верительные грамоты российским послом ещё не вручены.
Адрес посольства России в Бенине:
- Улица 241, п/я 2013, Зон Резидансьель (rue 241, BP 2013, Zone Residentielle), г. Котону (Cotonou)
  - Телефон (8-10-229) 31-28-34;
  - Факс: (8-10-229) 31-28-35.

### Торгово-экономические связи
В 1991 году торговый оборот между двумя странами составлял около 12 млн долл. США. Того экспортировало в Россию какао-бобы и закупало из России свежемороженую рыбу. Вскоре товарооборот между Россией и Того резко сократился. В 2008 году российско-тоголезский товарооборот достиг 26,6 млн дол. США.

### Культурно-образовательные связи
Во времена СССР культурные связи между странами строились на базе двухгодичных советско-тоголезских протоколов о культурном сотрудничестве. За все годы сотрудничества российскими ВУЗами было подготовлено и выпущено около 900 тоголезцев. Примерно 40 граждан Республики Того обучаются в России по настоящее время. В 2008—2009 учебном году на учёбу в России принято 3 студента из Того, 2002—2003 году — 3, 2001—2002 году — 5.

### Визовый контроль
Минимальный срок оформления визы в Того — 3 дня. Заполнение анкеты происходит на русском или французском языках. Срок действия въездной визы закачивается через 90 дней.